# WILD LIFE (映像作品)
『WILD LIFE』（ワイルド・ライフ）は、日本のシンガーソングライター宇多田ヒカルが行ったコンサート、およびその様子を納めたライブ・ビデオ。

## 解説
ライブ・ビデオとしては『UTADA UNITED 2006』より約4年半振りとなる。
DVD2枚組、後にBlu-ray Discの2形態での発売となった。内容は同一だが、DVDはライブ本編と、ボーナスコンテンツが2枚に分かれて収録され、Blu-ray Discはそれらが1枚に纏まって収録されている。ボーナスコンテンツは本ライブのリハーサルからライブ終演後までの動向が収められた『WILD LIFE -Behind The Scene-』や未公開のMC、フォトギャラリーが収録された。
横浜アリーナにて行われた活動休止前のラスト・ライブ『WILD LIFE』の様子が収められており、二日間で28,000人を動員した。
初動1.4万枚累積2.1万枚を売り上げた。

## 収録曲

### Disc.1
1. Goodbye Happiness
2. traveling
3. テイク 5
4. Prisoner Of Love
5. COLORS
6. Letters
7. Hymne a l'amour 〜愛のアンセム〜
8. SAKURAドロップス
9. Eclipse
10. Passion
11. BLUE
12. Show Me Love (Not A Dream)
13. Stay Gold
14. ぼくはくま
15. Automatic
16. First Love
17. Flavor Of Life -Ballad Version-
18. Beautiful World
19. 光
20. 虹色バス
21. Across The Universe [encore]
22. Can't Wait ’Til Christmas [encore]
23. time will tell [encore]

### Disc.2(DVD盤のみ)
1. DOCUMENT “WILD LIFE”
2. 未公開MC集
3. PHOTO GALLERY